# Uraspermum dulce
Uraspermum dulce là một loài thực vật có hoa trong họ Hoa tán. Loài này được (Muhl.) Farw. miêu tả khoa học đầu tiên năm 1925.